# Scatophila iowana
Scatophila iowana är en tvåvingeart som beskrevs av Wheeler 1961. Scatophila iowana ingår i släktet Scatophila och familjen vattenflugor.
Artens utbredningsområde är Iowa. Arten är reproducerande i Sverige. Inga underarter finns listade i Catalogue of Life.